# Eclipta signaticollis
Eclipta signaticollis là một loài bọ cánh cứng thuộc họ Xén tóc. Loài này được Melzer mô tả năm 1922.